# Microchirita rupestris
Microchirita rupestris là một loài thực vật có hoa trong họ Tai voi (Gesneriaceae). Loài này có ở miền nam Thái Lan, Malaysia bán đảo (Perak, Perlis, Kedah) và được Henry Nicholas Ridley mô tả khoa học đầu tiên năm 1905 dưới danh pháp Chirita rupestris. Năm 2011, A.Weber & D.J.Middleton chuyển nó sang chi Microchirita.